# Danielita
Danielita es un género de foraminífero bentónico de la Subfamilia Dagmaritinae, de la Familia Biseriamminidae, de la Superfamilia Palaeotextularioidea, del Suborden Fusulinina y del Orden Fusulinida. Su especie tipo es Danielita gailloti. Su rango cronoestratigráfico abarca desde el Guadalupiense (Pérmico medio) hasta el Lopingiense (Pérmico superior).

## Discusión
Clasificaciones más recientes incluyen Danielita en la Familia Globivalvulinidae de la Superfamilia Biseriamminoidea o de la Superfamilia Globivalvulinoidea, del Suborden Endothyrina, del Orden Endothyrida, de la Subclase Fusulinana y de la Clase Fusulinata.

## Clasificación
Danielita incluye a la siguiente especie:
- Danielita gailloti †